# Basilius Faber
Basilius Faber (* um 1520 in Sorau; † um 1576 in Erfurt; auch Basilius Schmidt) war ein deutscher Pädagoge.

## Leben
Als Verwandter von Michael Neander besuchte er zunächst die Schule seiner Heimatstadt und unter Valentin Trotzendorf die Schule in Goldberg. Ostern 1538 immatrikulierte er sich an der Universität Wittenberg und lernte dort Philipp Melanchthon und Martin Luther kennen. Lange währte sein Aufenthalt in Wittenberg nicht. Er wechselte als Hauslehrer nach Nordhausen, wo er zunächst die Söhne von Johann Spangenberg unterrichtete und 1550 Rektor der dortigen Schule wurde.
Da er sich für die Ideen der Gnesiolutheraner um Matthias Flacius engagierte, geriet er in Auseinandersetzungen, welche ihn 1556 nach Bad Tennstedt führten. Von dort ging er nach Magdeburg und wurde 1563 Rektor der durch die Äbtissin Anna II. (Gräfin von Stollberg-Wernigerode) an der neu gegründeten Schule in Quedlinburg. Als die Äbtissin von den Lehrern und Geistlichen die Anerkennung von Melanchthons Corpus Doctrinae verlangte, weigerte sich Faber aus seiner gnesiolutherischen Überzeugung unter diesen Revers seine Unterschrift zu setzen.
Dies hatte seine Entlassung 1570 zur Folge und er begab sich deshalb zunächst nach Ummendorf (Börde). 1571 ging er nach Erfurt, wo er am Ratsgymnasium eine Anstellung fand, die er bis zu seinem Lebensende versah. Faber gilt als ein bedeutender Pädagoge Sachsens im 16. Jahrhundert, der mit Georg Fabricius und Adam Siber in freundschaftlicher Verbindung stand. Er entwickelte maßgeblich das Schulwesen Sachsens mit und gab verschiedene Schriften mit pädagogischem Inhalt heraus.

## Werke (Auswahl)
- Libellus de Synonymia Terentii et copiosa phrasium et locutionum commutatione, Leipzig 1553, 2. Bd. 1556.
- Loci observatorium atque expositionum indices numerosissimi in Cicerone Epistolae Familiares omnes, Leipzig 1553.
- Libellus de ratione genuina dicendi et scribendi, monstrata e Terentio et Cicerone, Leipzig 1554.
- Elenchus legum et disciplinae scholasticae, 1571.
- Libellus de disciplina scholastica, 1572.
- Thesaurus eruditionis scholasticae, 1571, 1587, 1623, 1625, 1691, 1749.